# Тихоново (Судогодский район)
Тихоново — деревня в Судогодском районе Владимирской области, входит в состав Головинского сельского поселения.

## География
Деревня расположена в 10 км на юго-восток от центра поселения посёлка Головино и в 20 км на запад от райцентра города Судогда.

## История
В конце XIX — начале XX века деревня входила в состав Авдотьинской волости Судогодского уезда, с 1926 года — в составе Александровской волости Владимирского уезда. В 1859 году в деревне числилось 15 дворов, в 1905 году — 17 дворов, в 1926 году — 25 хозяйств.
С 1929 года деревня входила с состав Сойменского сельсовета Судогодского района, с 2005 года — в составе Головинского сельского поселения.

## Население
| 1859 | 1905 | 1926 |
| ---- | ---- | ---- |
| 95   | 84   | 93   |

| 1859 | 1905 | 1926 | 2002 | 2010 | 2021 |
| ---- | ---- | ---- | ---- | ---- | ---- |
| 95   | ↘84  | ↗93  | ↘10  | ↘3   | ↘2   |